# Province de Guyane
Ne doit pas être confondue avec la Guyane vénézuélienne, ni avec la région du Guayana.
1585–1864
Entités précédentes :
- Nouvelle-Andalousie et Paria
- Province de Caracas

Entités suivantes :
- Département de l'Orénoque (1821)
- État de Guyane (1821)
- Territoire fédéral d'Amazonas (es) (1864)

La province de Guyane (en espagnol : Provincia de Guayana) est une ancienne province (1585–1864) de l'Empire colonial espagnol puis de la troisième république du Venezuela (1817-1819), de la Grande Colombie (1819/1821-1831) et, enfin, du Venezuela.
Son territoire correspondait à celui de l'actuelle région française de Guyane, des trois États vénézuéliens d'Amazonas, Bolívar et Delta Amacuro, ainsi qu'à la Guayana Esequiba. De 1596 à 1739, elle comprit la province de Trinidad, correspondant à l'actuel Trinité-et-Tobago.
En 1859, divers traités avec l'empire du Brésil définissent précisément la frontière, depuis Cucuí au Mont Roraima.
Le 12 mars 2006, Hugo Chávez ajouta une huitième étoile au drapeau vénézuélien pour rendre honneur à la province qui contribua comme les sept autres provinces de l'époque à l'indépendance du pays, mais qui ne fut pas une des provinces signataires de l'acte d'indépendance en 1811.

La province de Guyane au sein de la Capitainerie générale du Venezuela en 1810.